# Ludwig Stock (Politiker)
Ludwig Stock (* um 1790 in Raum Hannover; † 1. Juli 1843 in Borbeck) war ein deutscher Politiker und Bürgermeister der ehemaligen Bürgermeisterei Borbeck im heutigen Gebiet der Stadt Essen.

## Leben und Wirken
Ludwig Stock war im Ursprung Kreiskopist auf dem Landratsamt Rheinberg. Im Kreis Rheinberg wurde er im März 1822 Beigeordneter der Bürgermeisterei Ossenberg.
Stock wurde am 18. August 1823 zum Bürgermeister der preußischen Bürgermeisterei Borbeck innerhalb des Kreises Essen ernannt. 1840 wurde er durch Hermann Péan in diesem Amt abgelöst.
Er heiratete 1825 in erster Ehe die Witwe des Gutsbesitzers Vollrath auf Haus Bermen am Lipperheidenbaum, einem ehemaligen Rittersitz im heutigen Stadtgebiet von Oberhausen. Von seinem dortigen Wohnsitz erledigte er seine Amtsgeschäfte.